# Anna Zdziebło
Anna Zdziebło (ur. 20 listopada 2001) – polska lekkoatletka specjalizująca się w chodzie sportowym. Medalistka mistrzostw Polski.

## Kariera
Lekkoatletykę uprawia również jej siostra, Katarzyna Zdziebło.
Rekordy życiowe:
- chód na 3000 metrów 13:59.07 (9 lutego 2023, Toruń)[2][4]
- chód na 5000 metrów – 24:20,26 (25 czerwca 2021, Poznań);
- chód na 20 kilometrów – 1:42:10 (23 kwietnia 2023, Warszawa).

Podczas Halowych Mistrzostwa Polski Seniorów w Lekkoatletyce 2023 pobiła swój życiowy rekord w chodzie na 3000 metrów (13:59.07), zajmując 5. miejsce wśród seniorek i otrzymując mistrzostwo Polski U23.